# Mulassa de Manresa
La Mulassa de Manresa és un element del bestiari de foc de Manresa (Bages). Es va crear l'any 1985. Va ser construïda per Sendo Vall, Carles Casado, Domènec Forns i Carme Sanguerà. Pesava 40 quilos i era duta per 5 persones. (4 a fora i una en el seu interior). L'any 2005 es va refer i es va alleugerir de pes. Actualment pesa 20 quilos i és duta per 4 persones a la part exterior. Es tracta d'una estructura metàl·lica d'alumini molt simple, recoberta de tela de lona de color marró. Té el coll mòbil i el cap està fet de cartró pedra amb fibra de vidre. Té una llargada de 350 cm, una amplada de 120 cm i una alçada de 60 cm. Llença foc des de quatre punts: tres a la boca i un a la cua.
La música del seu ball es va crear l'any 2006 i és una composició de Lluís Toran. Es balla el vespre del dissabte de la Festa Major dins de la Mostra del Correfoc.